# Dagui Bakari
Dagui Bakari (Parigi, 6 settembre 1974) è un ex calciatore francese naturalizzato ivoriano, di ruolo attaccante.